# 7041 Nantucket
7041 Nantucket eller 4081 P-L är en asteroid i huvudbältet som upptäcktes den 24 september 1960 av den nederländsk-amerikanske astronomen Tom Gehrels och det nederländska astronomparet Ingrid van Houten-Groeneveld och Cornelis Johannes van Houten vid Palomarobservatoriet. Den är uppkallad efter den amerikanska ön Nantucket.
Asteroiden har en diameter på ungefär 4 kilometer.